# 馬特·齊索斯威特

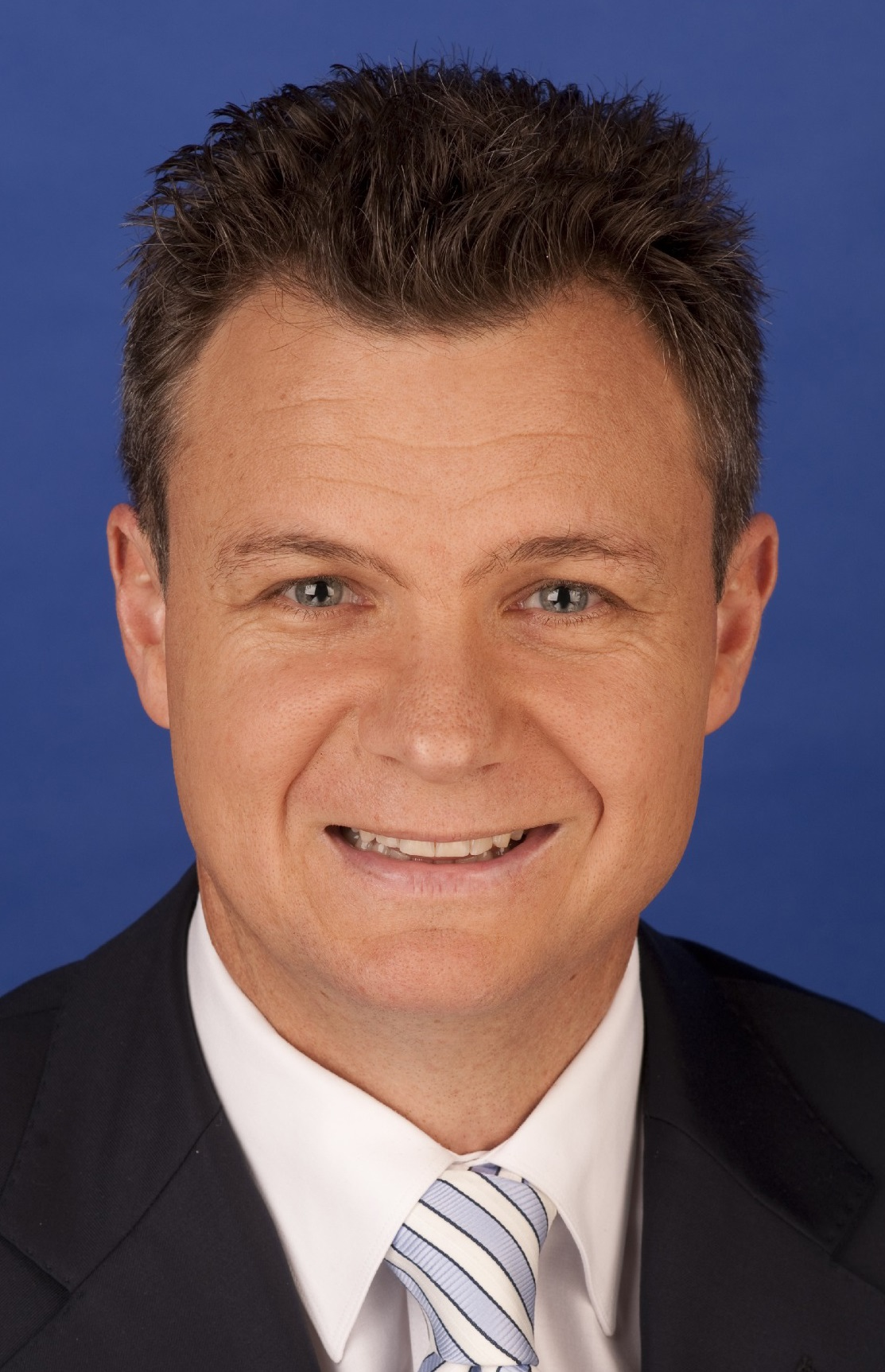

馬修·詹姆斯·齊索斯威特（英語：Matthew James Thistlethwaite；1972年9月6日—）是一位澳洲政治人物，他的黨籍是澳大利亚工党。自2013年開始，他是金斯福德·史密斯選區選出的澳大利亞眾議院的議員。他畢業於新南威爾斯大學，主修經濟 。